# Prix du jeune artiste (Estonie)
Le prix du jeune artiste (estonien : Noore kultuuritegelase preemia) est décerné par le président de la république d'Estonie à des jeunes personnalités culturelles estoniennes .
Le prix est décerné au printemps de chaque année.

## Lauréats
- 2002 : Tõnu Kõrvits, Krista Sildoja
- 2003 : Jan Kaus
- 2004 : Anu Tali
- 2005 : Jaanus Rohumaa
- 2006 : Helena Tulve
- 2007 : Luana Georg
- 2008 : Kristiina Ehin
- 2009 : Marius Peterson
- 2010 : Jaan Tootsen
- 2011 : Risto Joost, Igor Kotjuh
- 2012 : Tanel Veenre
- 2013 : Mihkel Poll
- 2014 : Eero Epner
- 2015 : Jalmar Vabarna
- 2016 : Pärt Uusberg